# Querenburg
Querenburg è un quartiere (Ortsteil) di Bochum, appartenente al distretto (Stadtbezirk) di Bochum-Süd.

## Storia
Querenburg è un quartiere abbastanza recente, nella sua configurazione attuale è stato costruito negli sessanta. Le prime testimonianze della località Quernberga e più tardi Querenberg risalgono erò all'inizio del XII secolo. 
Nel 1962 il quartiere subì una repentina trasformazione in seguito alla costruzione dell'Università della Ruhr, di uno stabilimento della Opel e di alcune tratte autostradali.

## Da vedere
Il quartiere è noto perché vi si trova la Ruhr-Universität con i suoi 31.000 studenti, una delle più grandi università tedesche. Nel centro di Querenburg si trova anche un noto centro commerciale.